# Supernowa Żagla
Supernowa Żagla – pozostałość po supernowej znajdująca się w konstelacji Żagla. Mgławica ta znajduje się w odległości 815 lat świetlnych od Ziemi. 
Supernowa w Żaglu jest najjaśniejszym na niebie źródłem promieniowania gamma. Wybuch supernowej nastąpił około 5 do 11 tysięcy lat temu. W czasie eksplozji obiekt ten jasnością dorównywał Księżycowi. Gwiazda, która wybuchła stała się pulsarem wykonującym około 11 obrotów na sekundę. Średnica tego pulsara wynosi 19 km. Był to drugi pulsar obserwowany w świetle widzialnym. Błyski pulsara zaobserwowano w 1967 roku. Podobnie jak inne pulsary jego prędkość rotacji stopniowo maleje. Jednakże od 1967 roku zauważono kilka krótkich wstrząsów powodujących okresowe przyspieszenie rotacji, potem jednak pulsar dalej stopniowo zwalniał.
Na niebie widoczna jest w obrębie rozległej, bardzo słabej Mgławicy Guma (Gum 12), która jest pozostałością po znacznie starszej supernowej.